# Alfonso Femia

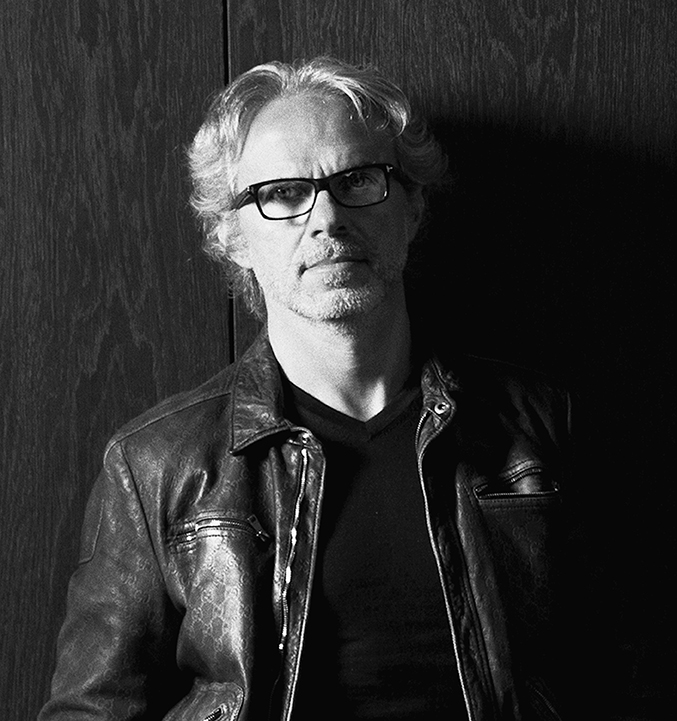
Alfonso Femia

Alfonso Femia (Taurianova, 7 dicembre 1966) è un architetto e designer italiano.

## Biografia
Alfonso Femia nasce a Taurianova, in Calabria, il 7 dicembre 1966. Si laurea nel 1992 alla Facoltà di Architettura dell’Università di Genova. 
Nel 1995 fonda lo studio 5+1 architetti associati, che nel 2005 diverrà l’Agenzia di Architettura 5+1AA  e dal 2017 prenderà il suo nome, divenendo Atelier(s) Alfonso Femia di cui è Presidente e Amministratore delegato.
Ha insegnato Progettazione architettonica alla Kent State University e alla Facoltà di Architettura di Ferrara.

## Carriera
Alfonso Femia ha realizzato opere significative di rigenerazione urbana in Francia e in Italia e numerosi interventi in diverse città europee.
Tra i suoi progetti più noti la riqualificazione dei Docks a Marsiglia, uno storico complesso ottocentesco costituito da quattro magazzini articolati intorno a corti interne, alti sei piani per uno sviluppo di quasi 400 metri trasformati in un vero e proprio progetto urbano di comunità con 50 spazi commerciali, 20 ristoranti, un mercato, uno spazio di intrattenimento, aree di ritrovo e servizi aperti alla collettività. I Docks di Marsiglia hanno ottenuto numerosi riconoscimenti nazionali e internazionali, tra cui Mipim Award a Cannes, Leaf Award a Londra, Uli Global Award for Excellence a Dallas e The Plan Award.,la nuova sede di Vimar a Marostica, la Dallara Academy a Parma, la nuova sede del Gruppo BNL-BNP Paribas a Roma, l’Università dello IULM a Milano università IULM., la nuova sede della banca Ersel a Milano, The Corner a Milano The Corner, Urbagreen a Romainville/Paris e The Cyberspace a Rennes, in Francia.

Dal 1995 al 2005, ha realizzato il Centro Visite e l'Antiquarium ad Aquileia. Negli anni successivi ha sviluppato opere pubbliche in Francia.

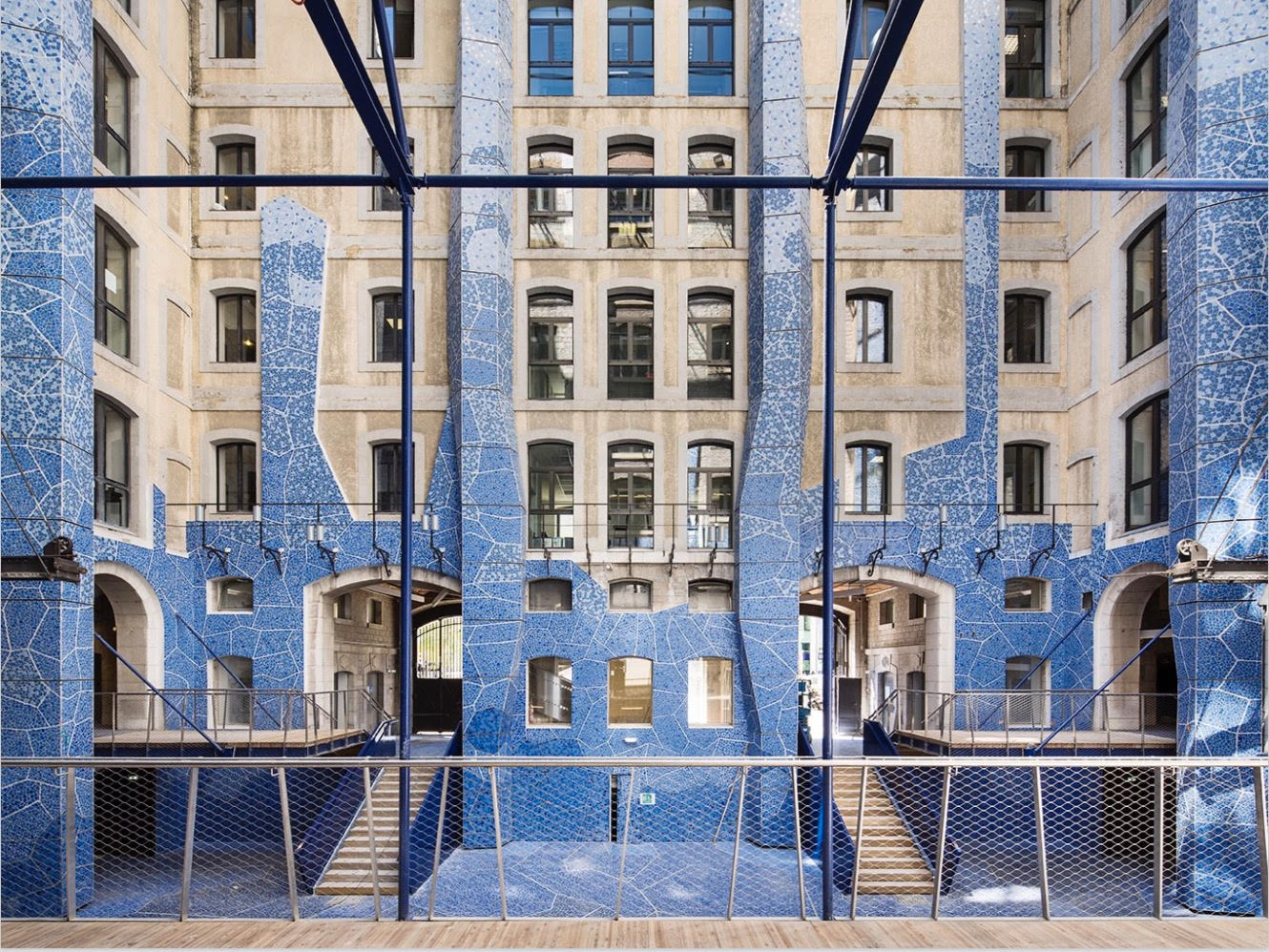
I Docks a Marsiglia, in Francia.

Nel 2016 completa anche il quartier generale della banca BNL-BNP Paribas a Roma.
Nel 2017 viene invitato al progetto internazionale “A Joyful Sense at Work”, un’installazione nell’installazione, messa a punto dal Salone del Mobile di Milano,  per sviluppare idee sullo spazio del lavoro. In questa occasione propone “The chronotopic System”.
Nel 2019 è anche direttore e curatore della terza edizione della Biennale di Architettura di Pisa, sviluppato su uno dei progetti di ricerca degli Atelier(s), Tempodacqua, una lettura in chiave concreta, a vocazione progettuale, del cambiamento climatico.
Nell'ambito dell'attività di ricerca e dei progetti culturali, nel 2020 partecipa alla Biennale di Architettura di Venezia dal curatore del Padiglione Italia, Alessandro Melis e, nello stesso anno, viene nominato Ambasciatore del Design Italiano a Bruxelles da Adi (Associazione Disegno Industriale) e dal Ministero degli esteri italiano, incarico assegnatogli già nel 2019 a Parigi  il cui incarico lo porta ad eventi ed incontri istituzionali in Uzbekistan, nel 2023 a Jeddah e Riyad e nel 2024 a Miami.
Nel 2019 viene nominato direttore artistico della terza edizione della Biennale di Architettura di Pisa.
Nel 2020 Alfonso Femia ha progettato la lampada Drop by Drop per IGuzzini, vincendo il German Design Award.
Nel 2021 è stato invitato dal curatore del Padiglione Italia, nel contesto della Biennale di Architettura di Venezia, ad approfondire e sviluppare l’interazione tra cambiamento climatico, acqua e architettura.
Nel biennio 2021/2022 ha vinto, in Italia, il concorso per la riqualificazione e recupero della prima Zecca d’Italia a Roma, per il terminal Porto Corsini a Ravenna, per la Cittadella della Cultura a Messina, per il terminal di Porto Marghera-Venezia, per l’aeroporto di Salerno, Il Parco della Giustizia a Bari e all’estero, i campus universitari ad Annecy e ad Avignone e complessi polifunzionali e residenziali in Francia. 
Tra i concorsi vinti nel corso del 2023, in Francia: una piazza pubblica ad Ajaccio, in Corsica e il progetto urbano innovativo “Synapses” nel quartiere de La Défense a Parigi.
Tra i progetti di interior recenti, lo showroom i Guzzini a Milano, nel 2018, le Poste Brune XIV a Parigi, nel 2017, l’allestimento d’interni della sede del Gruppo La Poste a Issy-les-Moulineaux, in Francia e la nuova sede di Nexi a Milano, attualomente in corso di realizzazione.
È ideatore e curatore della Biennale dello Stretto, un evento che promuove e sviluppa progetti culturali e attività di ricerca sull'acqua e sul territorio di cui è Direttore nelle due edizioni che hanno avuto luogo nel 2022 e nel 2024
È stato incaricato Ambasciatore del Design Italiano da ADI (Associazione Disegno Industriale) a Parigi, Bruxelles, in Uzbekistan, per il 2023 Jeddah e Riyad, per il 2024 a Miami negli Stati Uniti e a Toronto, in Canada sul tema dall’housing sociale e per l’Italian Cultural Institute of San Francisco sul progetto dei waterfront, mentre nell’Aprile 2025 ha tenuto tre conferenze a Melbourne, Brisbane e Sydney in Australia.
Nel 2023 insieme a Simonetta Cenci ha realizzato, nel contesto di SOUx, il progetto della scuola di architettura per bambine e bambini a Genova. 
Ha sviluppato, insieme all'artista Danilo Trogu, uno studio sulla ceramica attraverso la realizzazione di modelli e uno studio sul tema della cornice d’autore delle finestre (declinati nel Palazzo del Ghiaccio a Milano e nei complessi residenziali di Asnières-sur-Seine e Châtenay-Malabry in Francia). 
Sempre in condivisione con Danilo Trogu, Femia ha intrapreso il progetto artistico Bestiario Mediterraneo: opere realizzate per l’architettura narrante dei Docks di Marsiglia e delle residenze Urbagreen a Romainville in Francia.
Nell’ambito del progetto culturale HoperAperta di Patrizia Catalano e Maurizio Barberis, ha realizzato negli anni numerosi installazioni artistiche, esposte in occasioni della Milano Design Week e successivamente itineranti in Italia e all’estero. 
Alfonso Femia sta attualmente lavorando allo sviluppo di progetti in Uzbekistan, Francia, Spagna e Italia e sono in fase di studio nuovi prodotti di design.

## Riconoscimenti
- 2023 Premio per l'Architettura e Premio per la Cultura, ricevuto dall'Associazione Culturale "Anassilaos"[12]
- 2019 Medaglia della Presidenza della Repubblica - ricevuta dagli organizzatori della III edizione della Biennale di Architettura di Pisa, di cui è stato curatore, con il tema di ricerca “Tempodacqua”
- 2019 German Design Award 2020 - “Excellent Product Design” Drop by Drop, categoria “Lighting”[13]
- 2019 Pyramides D’Argent - categoria “Edificio direzionale”, 8ème ART[14]
- 2017 Iconic Awards - “Best of Best” Awards, Docks di Marsiglia e la nuova sede BNL-BNP Paribas di Roma[15]
- 2016 Fx International Awards - “Best Global Project” per i Docks di Marsiglia e premio come “Best Surface Product” per la Ceramica Diamante[16]
- 2016 Mapic Awards - “Migliore edificio commerciale urbano”, Docks di Marsiglia[17]
- 2012 Premio “Architetture Rivelate” - “Officine Grandi Riparazioni Ferroviarie”, Torino[18]
- 2011 Premio Europeo all’architettura “Philippe Rotthier” - per il migliore mix di architettura tra attività urbana e integrazione, Frigoriferi Milanesi, Milano
- 2005 Leone d’Argento alla Biennale di Venezia - Progetto del Nuovo Palazzo del Cinema di Venezia[19]

Impegnato come designer, ha ottenuto vari riconoscimenti. Nel 2018 per la maniglia (IN)finito di Dnd è selezionato dall’Associazione per il Disegno Industriale - ADI per il Premio Compasso d’Oro; nel 2020 per la lampada Drop by Drop disegnata per iGuzzini vince il German Design Award; nel 2024 ottiene l’IF Design Awards e il Red Dot Design Award per la lampada BeTwo prodotta da iGuzzini; per la porta Entre-Deux di Albed ha ricevuto la menzione d’onore per il Compasso d’Oro.

## Pubblicazioni recenti
È autore di numerosi libri, tra i più recenti, "L'intelligenza della ceramica" (2024, edizioni Marsilio Editori Marsilio Editori) e "Céramique et Architecture, l'intélligence de la Matière" (2024, edito da ceramique-et-architecture-l-intelligence-de-la-matiere , "Architettura e Generosità" (2023, 500x100 publisher), i tre volumi "Le tre linee d’acqua" (2023, ediz. 500x100), "La Méditerranée encore à venir" (2023, ed. Ante Prima Consultants), "Voyages" (2022, ed. Ante Prima Consultants) , "Tempodacqua" (2021, 500x100 publisher) “La Bonne Ville”La Bonne Ville (edizione Francese di Ante Prima éditions e AAM) e "La Città Buona" La Città Buona, scritti a quattro mani con Paul Ardenne Paul Ardenne (Ed. Marsilio Editori); "Scuola Social Impact" (2021, 500x100 publisher), “I’m an architect”, biografia professionale redatta da Paul Ardenne, Voyage(s) entrambi pubblicati da Marsilio e AAM; “Scuola Social Impact” e “Tempodacqua”, editi da 500x100 Publishers.